# 長壽里
長壽里為台灣新北市板橋區轄下之一里，位於板橋區的東部，東南端接中和區，面積約0.0757平方公里。長壽里於1985年12月13日由埔墘里分出。國泰建設於該地興建了許多連棟式雙併五層公寓，名曰「光復新城」。